# Islamizace
Islamizace (velmi zřídka také islamifikace) je proces, při němž jedinec, určitá skupina lidí či celá společnost konvertuje k islámu.
Islamizace probíhá tehdy, roste-li počet vyznavačů islámu ve společnosti, a to jak formou konverze lidí k islámu, tak příchodem nových muslimů. Může být buď mírumilovná (misijní činnost), nebo násilná (vláda různých náboženských režimů či útoky cizí moci). Pokud je však v určité zemi zavedena vláda vycházející z tradic islámu, případně se jen hlásící k odkazu tohoto náboženství, dochází ke zdůrazňování náboženských prvků světské moci a společenské marginalizaci nemuslimů.[zdroj?] Islámské právo šaría, na které je právě často poukazováno jako na jeden z hlavních prvků islamizace, diskriminuje nevěřící, jinověrce, ženy, homosexuály a jiné skupiny populace.[zdroj?] Tyto zmíněné skupiny mají podle islámu nižší společenské postavení a tudíž je s nimi jednáno většinou jako s občany druhé kategorie.[zdroj?] Nevěřící muži museli například v Osmanské říši platit daň zvanou džizja, která je pak de facto motivovala ke konverzi, žena musí být oddána muži (tudíž přichází o mnohá občanská práva) a homosexualita je tvrdě potírána.[zdroj?]

## Islamizace v historii
Poprvé islamizace nastala během Mohamedových výbojů v 7. století n. l. v Arábii, později na celém území Blízkého východu, v Persii, Egyptě, Maghrebu a na Pyrenejském poloostrově. Tento proces probíhal pomalu a povětšinou nenásilnou formou.[zdroj?] Přestože konverze nebyla muslimy vyžadována, nevěřící část populace byla všemožně diskriminována, zejména daňově, nezřídka i vydělena z veřejného života, nakonec se k novému náboženství přidala nemalá část populace vojensky pokořených států.[zdroj?]
Poté, co v 15. století upadl vliv Arabů ve Středomoří, v islamizaci pokračovala Osmanská říše, která si podmanila nové oblasti zejména v Evropě; těmi byl například celý Balkán, snahy o šíření Mohamedova náboženství se objevily i v okrajových oblastech střední Evropy (dnešní Maďarsko, Slovensko). Kromě toho se také šířil islám i na indickém subkontinentu (Mughalská říše), ve střední (Říše Mali, Songhajská říše) a severní Africe (říše Almorávidů, Almohadů a Marínovců), ve střední Asii (říše Safíovců a Afšárovců, Tímúrovská říše,Durránská říše, Chanát/Emirát Buchara) a konečně v jihovýchodní Asii (říše Madžapahit, Banten, Aceh aj.), kde dnes žije nejpočetnější muslimská populace.
V moderní době je islamizace spojována především s obavami s rozšířením totalitních náboženských a fundamentalistických režimů[zdroj?], mezi něž je řazen Írán, Saúdská Arábie, Katar, Pákistán a Afghánistán. Někteří politici v Evropě například tvrdí, že islamizace již plíživě probíhá nyní a za příklad toho uvádějí vzrůstající počet muslimských přistěhovalců v zemích západní Evropy.[zdroj?] Za nebezpečné a obávané proto považují například také integraci převážně muslimského Turecka do EU, přestože to (formálně) je sekularizovaná republika.[zdroj?] Podobně bývá také charakterizován i vzrůst vyznavačů islámu v ruském Povolží i jiných zemích světa.[zdroj?]
Islamizace Evropy je spojená také s často ilegální imigrací, např. v souvislosti s Evropskou migrační krizí, během které se do EU nelegálně dostává od roku 2015 velké množství žadatelů o azyl islámského vyznání.